# Ngeruong
Der Ngeruong ist ein 55 m hoher Hügel und eine Landzunge auf der Insel Babelthuap im Inselstaat Palau im Pazifik.

## Geographie
Der Hügel liegt im Westen der Insel im administrativen Staat Aimeliik auf halber Strecke zwischen Ngchemiangel im Süden und Ngereklmadel im Norden.
Vor der Küste liegt die Insel Bkul-ngeiil, im Osten schließt sich der Hügel Ilabis an.